# Міхара (вулкан)
Міхара (яп. 三原山, Міхара-сан, «Гора Міхара») — діючий стратовулкан на японському острові Ідзуосіма. Вивергається в середньому раз на 100—150 років.
Поблизу вершини вулкану є місце, звідки раніше можливо було сплигнути прямо в кратер.

## Виверження
Останнє велике виверження вулкану Міхара сталося в 1986 році. Тоді на острові можна було спостерігати потужні потоки лави, що піднімалися до висоти 1600 м, а стовп попелу досягав висоти 16000 м. Тоді сила виверження склала 3 бали. Усе 12-тисячне населення острова було евакуйовано на цивільних і військових судах.

## Самогубства
Вулкан був популярним місцем для здійснення самогубств. До зведення загородження, починаючи з 1920-х років у середньому кілька чоловік кидалося у жерло кожного тижня. У одному тільки 1936 році таким чином наклало на себе руки понад 600 японців. Один із широко розмножених випадків стався з 21-річною Кійоко Мацумото (яп. 松本 貴代子). 12 квітня 1933 року вона стрибнула в кратер гори Міхара. Мабуть, саме після цієї події місце набуло справжньої популярності, впродовж того року ще 944 людини наклали на себе руки таким чином.

## У популярній культурі
У фільмі «Повернення Годзили» японський уряд ув'язнює монстра у кратер Міхари. Через 5 років, у сіквелі «Годзила проти Біолланте», воно ж звільняє Годзилу з ув'язнення за допомогою потужної вибухівки. У фільмі «Дзвінок» режисера Кодзі Судзукі в кратер Міхари кидається Сідзуко Ямамура, мати головної героїні Садако Ямамури.